# WISE 0146+4234
WISE 0146+4234 (= WISE J014656.66+423410.0) is een bruine dwerg met een spectraalklasse van Y0. De ster bevindt zich 71,56 lichtjaar van de zon.